# Friedrich Guimpel
Friedrich L. Guimpel (* 1. August 1774 in Berlin; † 17. Januar 1839 in Berlin) war ein preußischer, deutscher Maler und Kupferstecher vorwiegend botanischer Abbildungen.
Guimpel begann seine Arbeit als Maler in der Königlichen Porzellan-Manufaktur Berlin. In späteren Jahren machte er sich selbständig und war ab 1814 königlich acad. Künstler. Ab 1817 lehrte er als königlich-preußischer Professor an der Königlich-Preußischen Akademie der Künste zu Berlin.

## Herausgeber
- Christoph Friedrich Otto, Friedrich Gottlob Hayne: Abbildung der fremden in Deutschland ausdauernden Holzarten, 1. Bd., G. Reimer, Berlin 1825, Digitalisat.
- Friedrich Gottlob Hayne, Carl Ludwig Willdenow: Abbildungen der deutschen Holzarten. 1. Bd., Schüppel, Berlin 1815, Digitalisat und 2. Bd., Schüppel, Berlin 1820, Digitalisat.
- Abbildung und Beschreibung aller in der Pharmacopoea Borussich aufgeführten Gewächse.